# Elison Rivas
Elison David Rivas Mejía (Tela, Atlántida, Honduras; 20 de noviembre de 1999) es un futbolista hondureño. Juega como lateral izquierdo , anteriormente jugó para el club Olancho F. C. y su equipo actual es el Club Olimpia de la Liga Nacional de Honduras.

## Clubes
| Club                     | País        | Año       |
| ------------------------ | ----------- | --------- |
| Real España              | Honduras    | 2017-2019 |
| Platense (cedido)        | Honduras    | 2020      |
| Real de Minas (cedido)   | Honduras    | 2020      |
| Águila (cedido)          | El Salvador | 2021      |
| Real España              | Honduras    | 2021-2022 |
| Vida (cedido)            | Honduras    | 2022-2023 |
| Real España              | Honduras    | 2023      |
| Águilas Doradas (cedido) | Colombia    | 2024      |
| Olancho F. C.            | Honduras    | 2024-Act. |

## Estadísticas

### Clubes
Actualizado al último partido disputado el 8 de marzo de 2024, Águilas Doradas 0:2 Junior de Barranquilla.
| Club                       | Div.          | Temporada     | Liga  | Liga  | Copas nacionales | Copas nacionales | Copas internacionales | Copas internacionales | Total | Total |
| Club                       | Div.          | Temporada     | Part. | Goles | Part.            | Goles            | Part.                 | Goles                 | Part. | Goles |
| -------------------------- | ------------- | ------------- | ----- | ----- | ---------------- | ---------------- | --------------------- | --------------------- | ----- | ----- |
| Real España Honduras       | 1.ª           | 2017-18       | 1     | 0     | ―                | ―                | ―                     | ―                     | 1     | 0     |
| Real España Honduras       | 1.ª           | 2018-19       | 7     | 0     | ―                | ―                | ―                     | ―                     | 7     | 0     |
| Real España Honduras       | 1.ª           | 2019-20       | 5     | 0     | ―                | ―                | ―                     | ―                     | 5     | 0     |
| Real España Honduras       | Total club    | Total club    | 13    | 0     | 0                | 0                | 0                     | 0                     | 13    | 0     |
| Platense Honduras          | 1.ª           | 2019-20       | 4     | 0     | ―                | ―                | ―                     | ―                     | 4     | 0     |
| Platense Honduras          | Total club    | Total club    | 4     | 0     | 0                | 0                | 0                     | 0                     | 4     | 0     |
| Real España Honduras       | 1.ª           | 2020-21       | 4     | 0     | ―                | ―                | ―                     | ―                     | 4     | 0     |
| Real España Honduras       | Total club    | Total club    | 4     | 0     | 0                | 0                | 0                     | 0                     | 4     | 0     |
| Real de Minas Honduras     | 1.ª           | 2020-21       | 10    | 0     | ―                | ―                | ―                     | ―                     | 10    | 0     |
| Real de Minas Honduras     | Total club    | Total club    | 10    | 0     | 0                | 0                | 0                     | 0                     | 10    | 0     |
| Águila · El Salvador       | 1.ª           | 2021-22       | 17    | 2     | ―                | ―                | ―                     | ―                     | 17    | 2     |
| Águila · El Salvador       | Total club    | Total club    | 17    | 2     | 0                | 0                | 0                     | 0                     | 17    | 2     |
| Vida Honduras              | 1.ª           | 2021-22       | 15    | 0     | ―                | ―                | ―                     | ―                     | 15    | 0     |
| Vida Honduras              | 1.ª           | 2022-23       | 28    | 5     | ―                | ―                | ―                     | ―                     | 28    | 5     |
| Vida Honduras              | Total club    | Total club    | 43    | 5     | 0                | 0                | 0                     | 0                     | 43    | 5     |
| Real España Honduras       | 1.ª           | 2023-24       | 15    | 2     | ―                | ―                | 3                     | 0                     | 18    | 2     |
| Real España Honduras       | Total club    | Total club    | 15    | 2     | 0                | 0                | 3                     | 0                     | 18    | 2     |
| Águilas Doradas · Colombia | 1.ª           | 2024          | 5     | 0     | ―                | ―                | 0                     | 0                     | 5     | 0     |
| Águilas Doradas · Colombia | Total club    | Total club    | 5     | 0     | 0                | 0                | 0                     | 0                     | 5     | 0     |
| Total carrera              | Total carrera | Total carrera | 111   | 9     | 0                | 0                | 3                     | 0                     | 114   | 9     |

## Palmarés

### Campeonatos nacionales
| Título          | Club        | País     | Año  |
| --------------- | ----------- | -------- | ---- |
| Torneo Apertura | Real España | Honduras | 2017 |